# Jure Košir
Jure Košir (Mojstrana, 24 april 1972) is een Sloveens voormalig alpineskiër. Hij nam vier keer deel aan de Olympische Winterspelen en behaalde hierbij 1 bronzen medaille.

## Carrière
Košir maakte zijn wereldbekerdebuut op 24 november 1991 tijdens de slalom in het Amerikaanse Park City. In 1992 maakte Košir zijn debuut op de Olympische Winterspelen. Hij eindigde 13e op de combinatie, 19e op de slalom, 22e op de reuzenslalom en 29e op de Super G. Op 28 december 1993 won Košir zijn eerste overwinning in de wereldbeker dankzij winst op de slalom in Madonna di Campiglio. Hiermee was hij de eerste Sloveense winnaar van een wereldbekerwedstrijd sinds de onafhankelijkheid van Slovenië Op de Olympische winterspelen van 1994 Lillehammer
behaalde Košir een bronzen medaille op de olympische Slalom, achter Thomas Stangassinger en Alberto Tomba. 
Ondanks het feit dat hij geen wedstrijden won tijdens het wereldbekerseizoen 1994/1995 eindigde Košir dit seizoen derde in de eindstand van de algemene wereldbeker, achter Alberto Tomba en Günther Mader. Ook in het eindklassement van de slalom eindigde hij derde, in het klassement van de reuzenslalom moest hij enkel Tomba voor laten gaan. Nadien had Košir het moeilijk om verdere successen te behalen. Op de  Olympische Winterspelen in 1998 in Nagano eindigde hij nog wel 5e op de reuzenslalom. Tijdens het daarop volgende seizoen 1998/1999 was Košir opnieuw de beste in twee wereldbekermanches. Mede door deze overwinningen eindigde Košir tweede in de eindstand van de wereldbeker slalom, achter de Oostenrijker Thomas Stangassinger.
In 2002 nam Košir nog een vierde keer deel aan de Olympische Winterspelen. In Salt Lake City eindigde hij 8e op de slalom. Op het einde van het seizoen 2005/2006 beëindigde hij zijn loopbaan als alpineskiër.

## Resultaten

### Wereldkampioenschappen
| Jaar | Plaats                 | Resultaten                  |
| ---- | ---------------------- | --------------------------- |
| 1996 | Sierra Nevada          | 8e Reuzenslalom DNF2 Slalom |
| 1997 | Sestriere              | DNF1 Reuzenslalom           |
| 1999 | Vail-Beaver Creek      | 10 Slalom 19e Reuzenslalom  |
| 2001 | Sankt Anton am Arlberg | 8e Slalom                   |
| 2005 | Bormio                 | DNF1 Slalom                 |

### Olympische Spelen
| Jaar | Plaats         | Resultaten                                             |
| ---- | -------------- | ------------------------------------------------------ |
| 1992 | Albertville    | 13e Combinatie 19e Slalom 22e Reuzenslalom 29e Super G |
| 1994 | Lillehammer    | Slalom · 10e Combinatie · 23e Reuzenslalom             |
| 1998 | Nagano         | 5e Reuzenslalom DNF1 Slalom                            |
| 2002 | Salt Lake City | 8e Slalom DNF2 Reuzenslalom                            |

### Wereldbeker
Eindklasseringen
| Seizoen   | Algm  | SL     | RS     |
| --------- | ----- | ------ | ------ |
| 1991/1992 | 112e  | 46e    | 49e    |
| 1992/1993 | 26e   | 6e     | 34e    |
| 1993/1994 | 15e   | Brons  | 23e    |
| 1994/1995 | Brons | Brons  | Zilver |
| 1995/1996 | 13e   | 5e     | 17e    |
| 1996/1997 | 30e   | 16e    | 13e    |
| 1997/1998 | 21e   | 8e     | 19e    |
| 1998/1999 | 12e   | Zilver | 18e    |
| 1999/2000 | 31e   | 10e    | 41e    |
| 2000/2001 | 25e   | 6e     | -      |
| 2001/2002 | 43e   | 13e    | 42e    |
| 2002/2003 | 146e  | 59e    | -      |
| 2003/2004 | 83e   | 33e    | -      |
| 2004/2005 | 85e   | 32e    | -      |
| 2005/2006 | 123e  | 52e    | -      |

Wereldbekerzeges
| Datum            | Plaats               | Onderdeel |
| ---------------- | -------------------- | --------- |
| 28 december 1993 | Madonna di Campiglio | Slalom    |
| 6 januari 1999   | Kranjska Gora        | Slalom    |
| 24 januari 1999  | Kitzbühel            | Slalom    |